# Беккелунн, Ханс
Ханс Бе́ккелунн (норв. Hans Bekkelund; род. 1956) — норвежский кёрлингист.
В составе мужской сборной Норвегии участник чемпионата мира 1974 (заняли девятое место). В составе юниорской мужской сборной Норвегии участник трёх чемпионатов мира среди юниоров (лучший результат — бронзовые призёры в 1976).
Играл на позиции второго и третьего.

## Достижения
- Чемпионат мира по кёрлингу среди юниоров: бронза (1976).

## Команды
| Сезон   | Четвёртый         | Третий              | Второй           | Первый          | Турниры             |
| ------- | ----------------- | ------------------- | ---------------- | --------------- | ------------------- |
| 1973—74 | Шур Лоэн          | Ханс Беккелунн      | Мортен Сёгор     | Ханс Экельсруд  | ЧМ 1974 (9 место)   |
| 1974—75 | Мортен Сёрум      | Bjørn Skutbergaveen | Ханс Беккелунн   | Дагфинн Лоэн    | ЧМЮ 1975 (4 место)  |
| 1975—76 | Шур Лоэн          | Мортен Сёгор        | Ханс Беккелунн   | Roar Rise       | ЧМЮ 1976            |
| 1976—77 | Шур Лоэн          | Мортен Сёгор        | Ханс Беккелунн   | Roar Rise       | ЧМЮ 1977 (4 место)  |
| 2012—13 | Руне Стин Хансен  | Terje Skogvold      | Erik Branden     | Ханс Беккелунн  | ЧНМ 2013 (?? место) |
| 2013—14 | Tom Sorlundsengen | Ханс Беккелунн      | Руне Стин Хансен | Gjermund Troean | ЧНМ 2014 (11 место) |

(скипы выделены полужирным шрифтом)